# Neustadt an der Orla
Neustadt an der Orla – miasto w Niemczech, w Turyngii, w powiecie Saale-Orla, nad Orlą dopływem Soławy. Nazwa miasta dosłownie oznacza Nowe Miasto nad Orlą. Miasto pełni funkcję "gminy realizującej" (niem. "erfüllende Gemeinde") dla gminy Kospoda.

## Historia

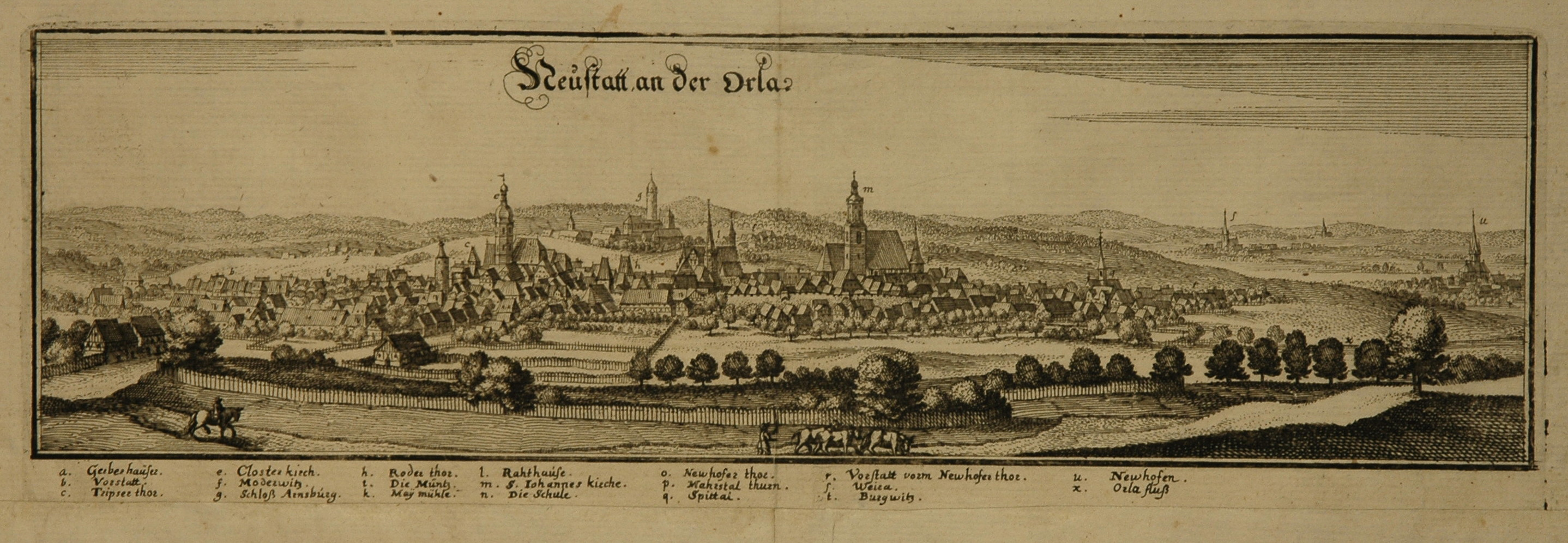
Panorama miasta w XVII w.

Miejscowość założona w XII w. W latach 1621–1622 działała tu mennica. W latach 1657–1718 miasto przynależało do księstwa Saksonii-Zeitz, po czym od 1718 do 1763 znajdowało się we władaniu Augusta II i Augusta III. W 1708 ustanowiono w mieście stację na trakcie pocztowym łączącym Lipsk i Norymbergę, a w 1728 z polecenia króla Augusta II ustawiono dwa pocztowe słupy dystansowe.
Od 1806 część Królestwa Saksonii, a od 1815 Wielkiego Księstwa Saksonii-Weimar-Eisenach, wraz z którym w 1871 znalazło się w granicach Niemiec. W 1871 otwarto poprowadzoną przez miasto linię kolejową, łączącą Lipsk i Probstzellę.
U schyłku II wojny światowej 14 kwietnia 1945 do miasta wkroczyły wojska amerykańskie, a 1 lipca miasto znalazło się w radzieckiej strefie okupacyjnej.
Do 31 grudnia 2018 miasto pełniło funkcję "gminy realizującej" (niem. "erfüllende Gemeinde") dla gminy Stanau, która dzień później została przyłączona do miasta i stała się jego dzielnicą. Do 30 grudnia 2019 miasto pełniło taką funkcję również dla gminy Linda bei Neustadt an der Orla, ale dzień później wraz z gminami Dreba oraz Knau stały się jego dzielnicami.

## Zabytki
- Dwa słupy dystansowe poczty polsko-saskiej z 1728, ozdobione herbem Polski, królewskim monogramem Augusta II Mocnego i polską koroną królewską
- Ratusz, sięgający XV w.
- Kościół farny pw. św. Jana z XV/XVI w.
- Zamek, wzniesiony w stylu barokowym w XVII w.

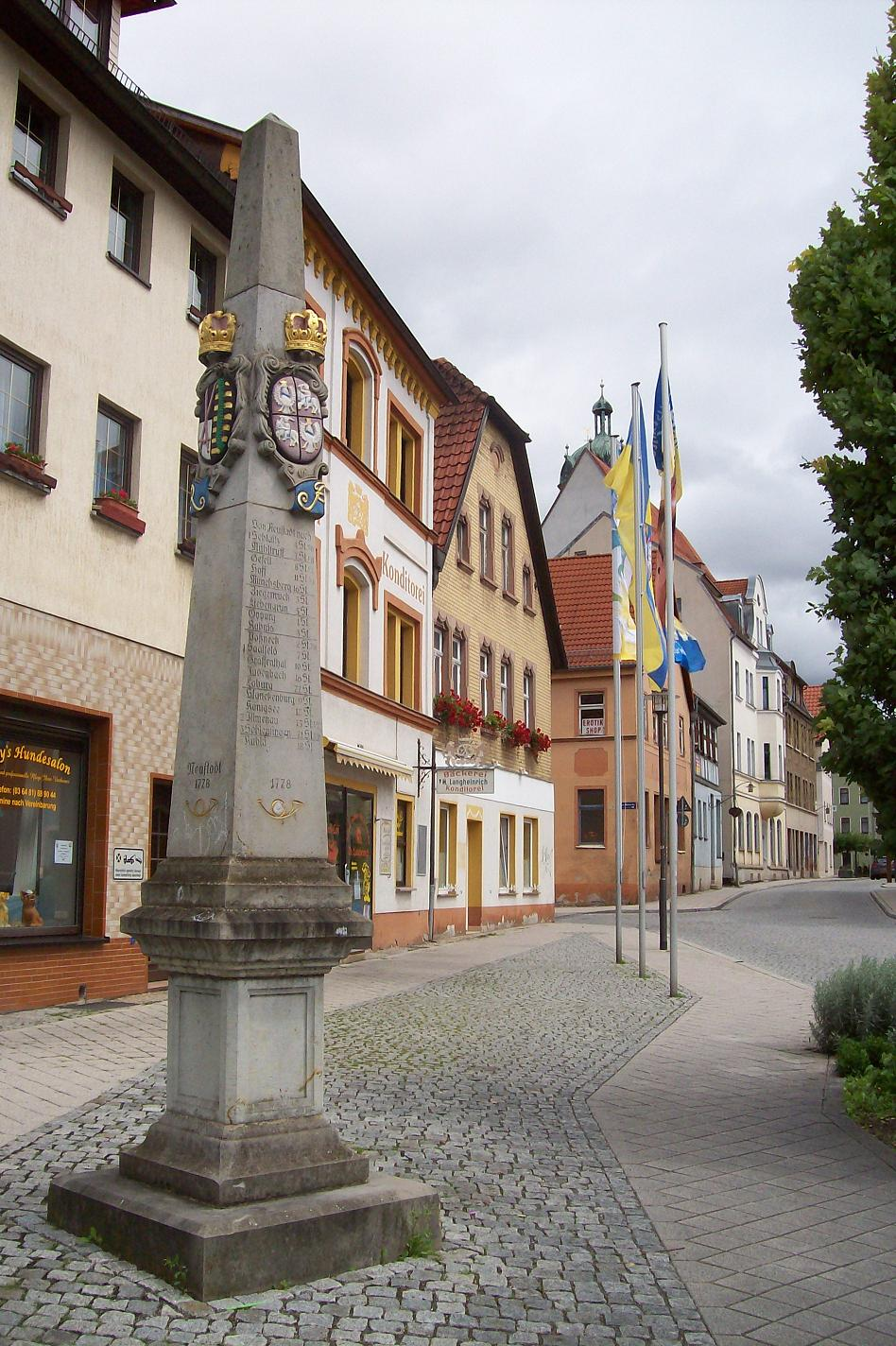
Polsko-saski słup dystansowy przy Rodaer Straße
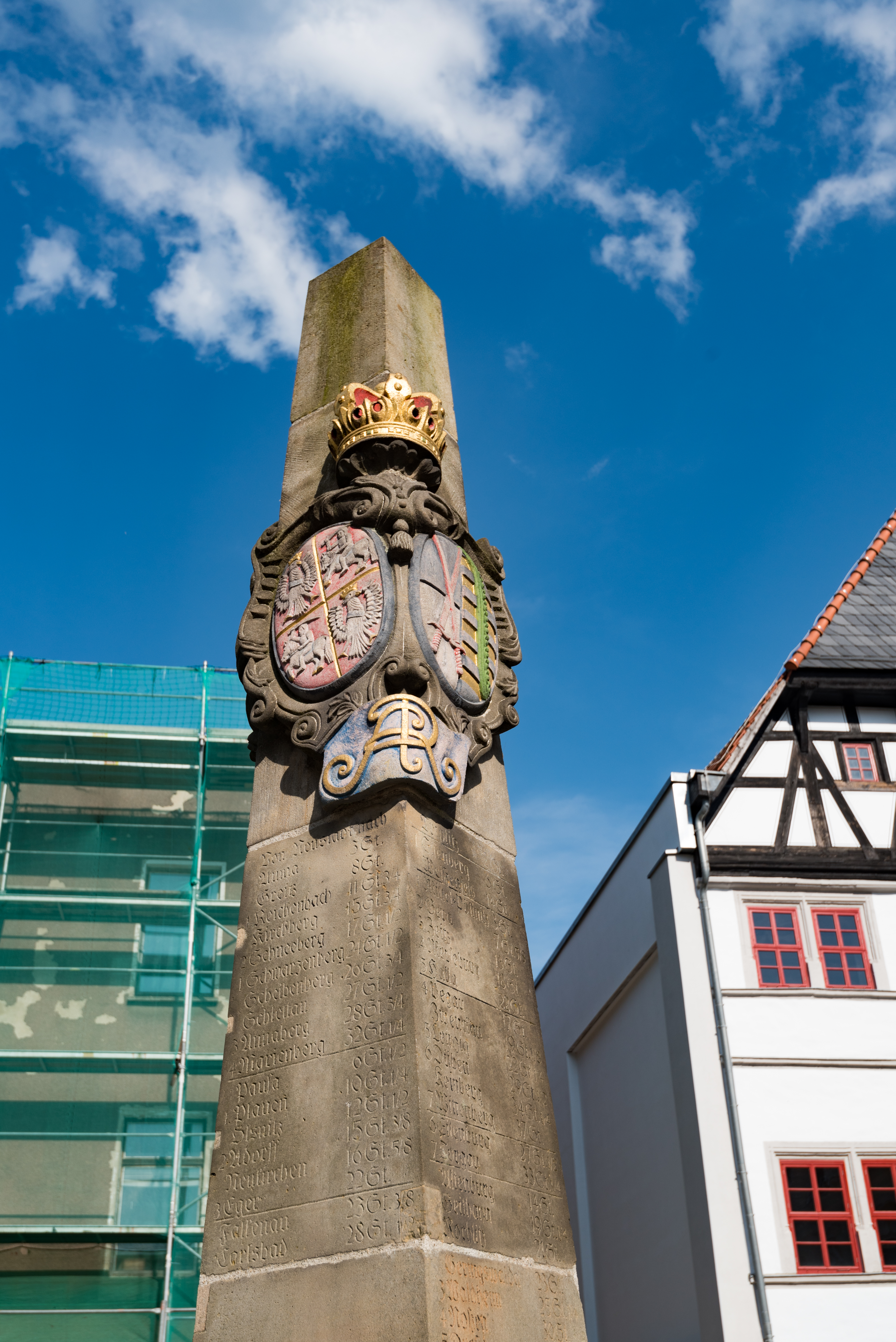
Polsko-saski słup dystansowy przy Ernst-Thälmann-Straße (detal)
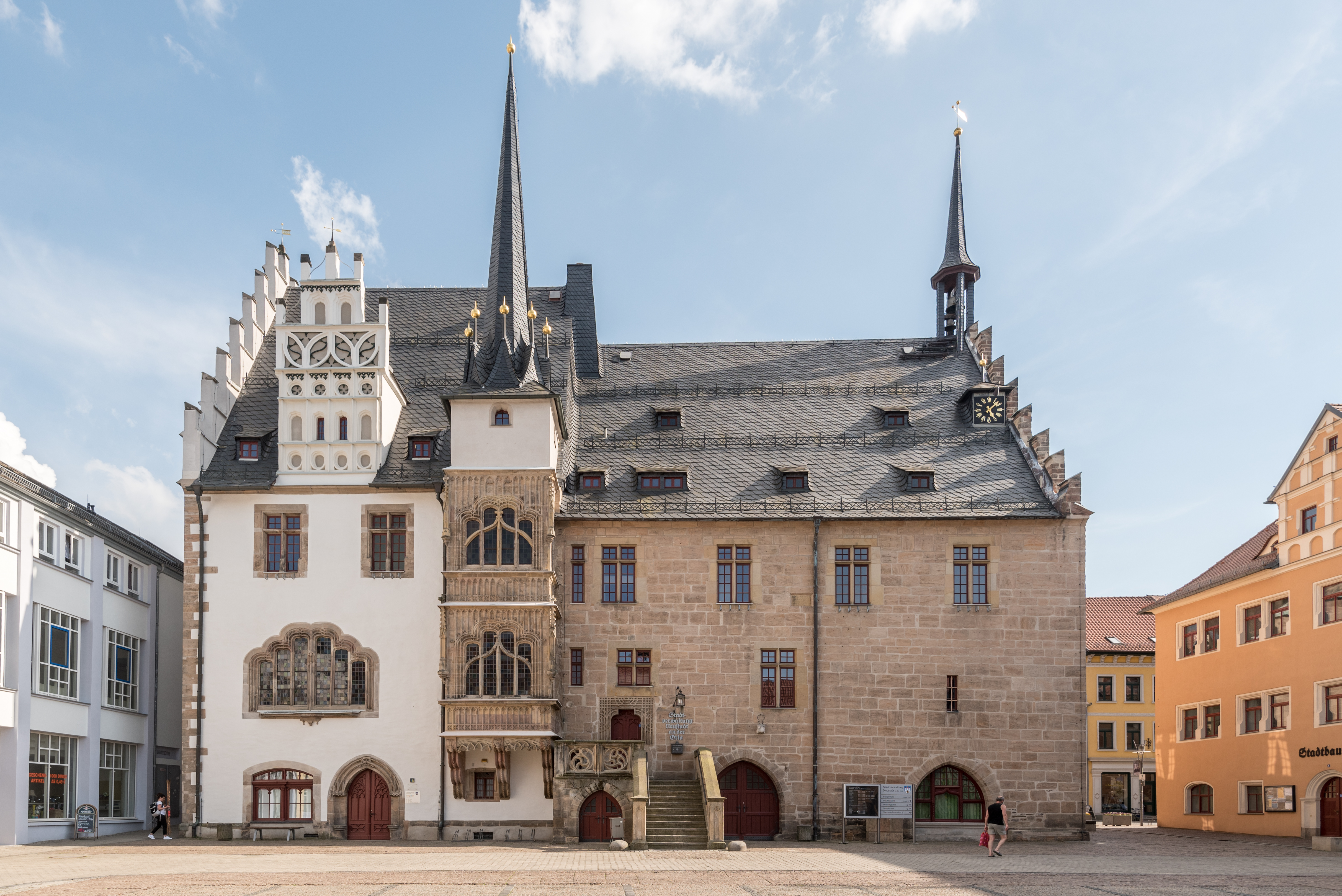
Ratusz
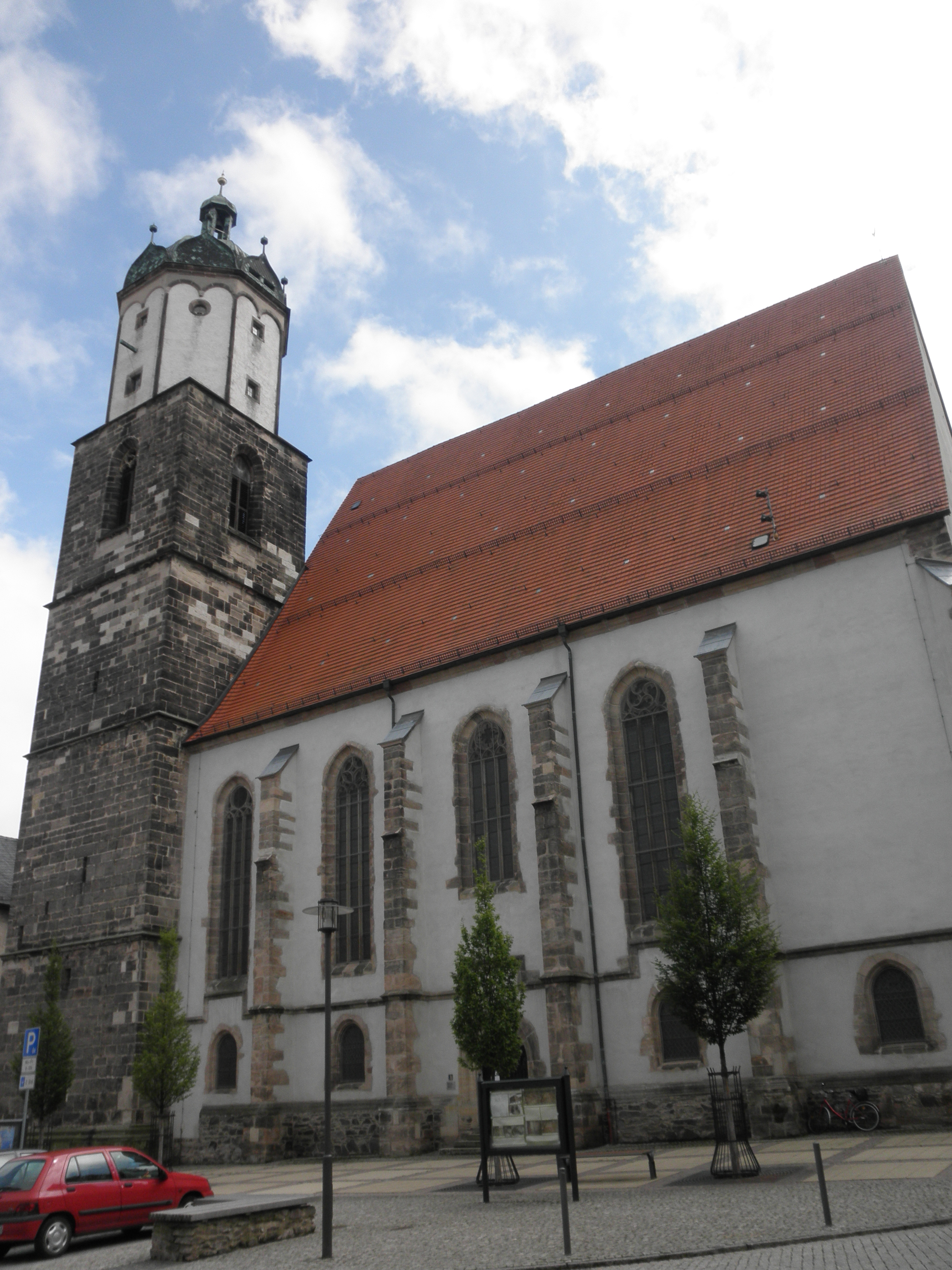
Kościół farny
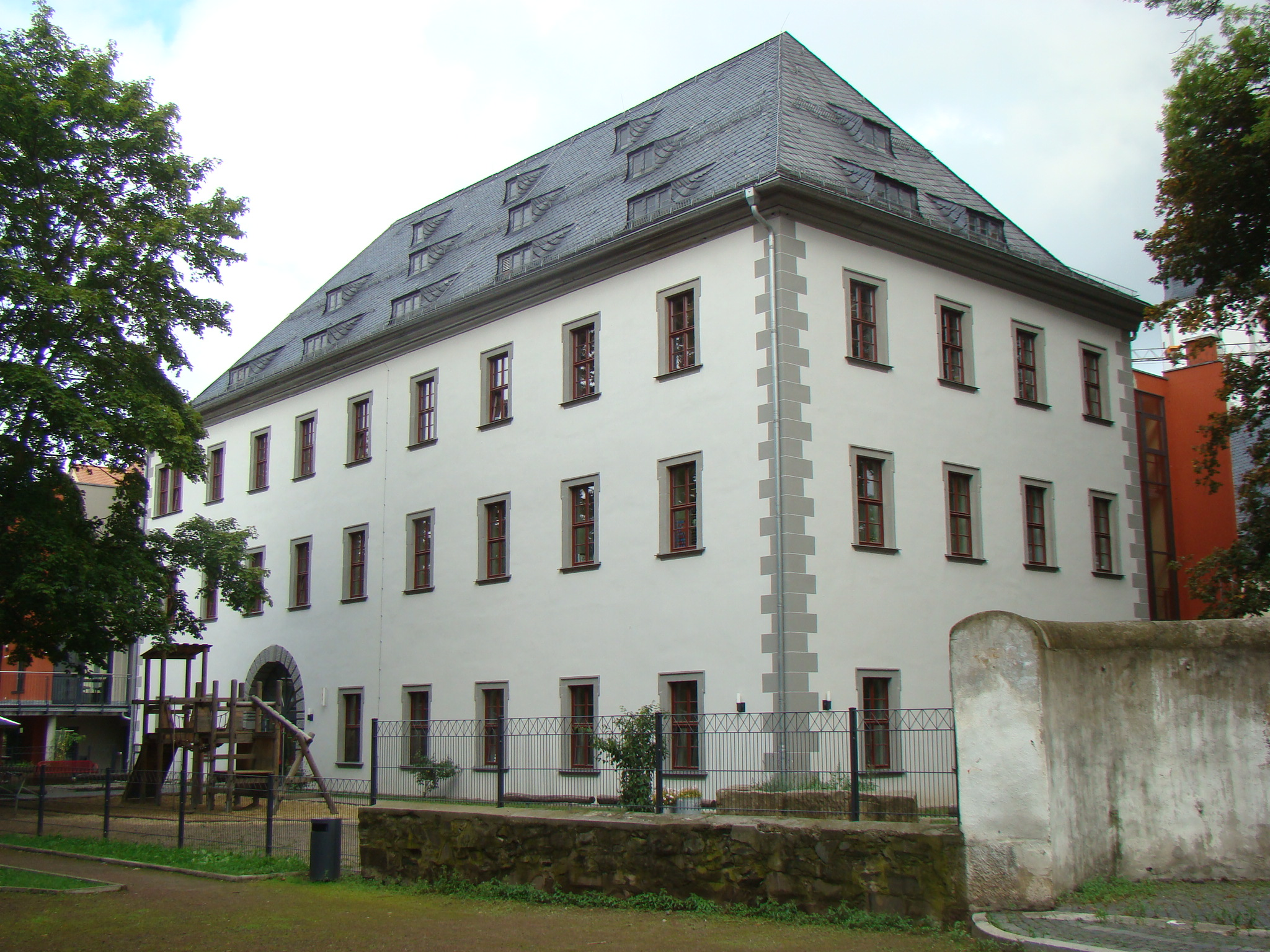
Zamek

## Współpraca
Miejscowości partnerskie:
- Biedenkopf, Hesja
- La Charité-sur-Loire, Francja
- Laupheim, Badenia-Wirtembergia
- Oostduinkerke – dzielnica gminy Koksijde, Belgia
- Wépion, Belgia